# Route 590 (Nouveau-Brunswick)
Pour les articles homonymes, voir Route 590.
La route 590 est une route locale du Nouveau-Brunswick située dans l'ouest de la province, entre Woodstock et Hartland. Elle traverse une région agricole, dans la vallée agricole du fleuve Saint-Jean. De plus, elle mesure 12 kilomètres, et est pavée sur toute sa longueur.

## Tracé
La 590 débute sur la route 560, à Jacksonville, à 4 kilomètres au nord-ouest de Woodstock. Elle se dirige vers le nord sur toute sa longueur en suivant la route 2, traversant Waterville, puis elle se termine à l'ouest de Somerville, sur la route 130, à l'est de la sortie 172 de la route 2, tout près de l'hôpital d'Hartland. 

## Histoire
La route 590 faisait autrefois partie de la route transcanadienne, la route 2 au Nouveau-Brunswick. Quand la nouvelle route 2 fut construite en autoroute complète entre Grand Falls et Woodstock en 2007, la route fut transférée au réseau local, numérotée 590. 

## Intersections principales
| route 590         |              |    |                                                 |                          |
| Comté             | Location     | km | Intersection/Destinations                       | Notes                    |
| Comté de Carleton | Jacksonville | 0  | R-560, Woodstock, Deerville, Lakeville          | extrémité sud de la 590  |
| Comté de Carleton | Waterville   | 9  | Chemin Estey ouest, Upper Waterville, Deerville |                          |
| Comté de Carleton | Somerville   | 12 | R-130, Hartland, Florenceville                  | extrémité nord de la 590 |